# Laguna Vista
Laguna Vista è un centro abitato degli Stati Uniti d'America, situato nella contea di Cameron dello Stato del Texas. Al censimento del 2010 contava 3 117 abitanti.

## Geografia fisica
Laguna Vista è situata a 26°06′12″N 97°17′46″W (26.103381, -97.296053).
Secondo lo United States Census Bureau, ha un'area totale di 2,2 miglia quadrate (5,7 km²).

## Società

### Evoluzione demografica
Secondo il censimento del 2000, c'erano 1 658 persone, 579 nuclei familiari, e 471 famiglie residenti nella città. La densità di popolazione era di 760,1 persone per miglio quadrato (293,7/km²). C'erano 695 unità abitative a una densità media di 318,6 per miglio quadrato (123,1/km²). La composizione etnica della città era formata dall'84,08% di bianchi, lo 0,30% di afroamericani, lo 0,30% di nativi americani, lo 0,60% di asiatici, il 12,12% di altre razze, e il 2,59% di due o più etnie. Ispanici o latinos di qualunque razza erano il 49,22% della popolazione.
C'erano 579 nuclei familiari di cui il 44,6% avevano figli di età inferiore ai 18 anni, il 66,1% erano coppie sposate conviventi, il 12,4% aveva un capofamiglia femmina senza marito, e il 18,5% erano non-famiglie. Il 16,8% di tutti i nuclei familiari erano individuali e il 5,9% aveva componenti con un'età di 65 anni o più che vivevano da soli. Il numero di componenti medio di un nucleo familiare era di 2,86 e quello di una famiglia era di 3,22.
La popolazione era composta dal 30,6% di persone sotto i 18 anni, l'8.1% di persone dai 18 ai 24 anni, il 27,9% di persone dai 25 ai 44 anni, il 24,4% di persone dai 45 ai 64 anni, e il 9,0% di persone di 65 anni o più. L'età media era di 33 anni. Per ogni 100 femmine c'erano 89,7 maschi. Per ogni 100 femmine dai 18 anni in giù, c'erano 84,5 maschi.
Il reddito medio di un nucleo familiare era di 43.641 dollari, e quello di una famiglia era di 48.304 dollari. I maschi avevano un reddito medio pro capite di 35.625 dollari contro i 28.403 dollari delle femmine. Il reddito medio pro capite era di 19.924 dollari. Circa il 9,3% delle famiglie e il 10,8% della popolazione erano sotto la soglia di povertà, incluso il 15,6% di persone sotto i 18 anni e il 4,1% di persone di 65 anni o più.